# Соловьев, Владислав Георгиевич
Влади́слав Гео́ргиевич Соловье́в (род. 25 ноября 1937, Ахалцихе, Грузинская ССР, СССР) — советский и российский композитор, пианист, музыкальный педагог. Автор музыки для кинофильмов и телепостановок. Член Союза композиторов СССР (с 1979 года), член Союза композиторов России, член Союза композиторов Санкт-Петербурга. Лауреат Третьего Международного конкурса музыкальной композиции для фортепианных дуэтов (Токио, 1994). Ведущий еженедельного тележурнала «Камертон» и программы «Вечерний концерт» на Ленинградском телевидении в 1970—1980-х гг. Редактор-составитель издательской серии «Русская салонная музыка» при музыкальном фонде Санкт-Петербурга. Составитель и редактор второго издания «Альбома портретов. Каменный остров» Антона Рубинштейна (2010).

## Биография
Родился 25 ноября 1937 года в городе Ахалцихе (Грузия).
Окончил музыкальную школу в городе Алма-Ате (сейчас Алматы, Казахстан). В 1961 году окончил Ленинградский электротехнический институт имени Ульянова (Ленина) (по специальности акустика), В 1968 году окончил Ленинградскую консерваторию по классу композиции у Г. И. Уствольской, О. С. Чишко и В. И. Цытовича.
В 1966—1967 годы — руководитель инструментального ансамбля Дома офицеров в Ленинграде. С 1973 года -редактор (с 1979 года — старший редактор, с 1987 года — заведующим отделом) главной редакции музыкальных программ Ленинградского телевидения. В главной редакции музыкальных программ Ленинградского телевидения проработал 25 лет: 1973—1998 гг.

## Признание
В 2011 году биография Владислава Соловьева вышла в издательстве «Композитор Санкт-Петербург» в виде книги в серии «Композиторы Петербурга» (автор Дмитриев С. Б.).
30 ноября 2022 в концертном зале Российской Национальной библиотеки состоялся юбилейный концерт к 85-летию композитора Владислава Соловьева.

## Сочинения
- Опера «Карбонарий» (по новелле Стендаля, 1987)
- Для симфонического оркестра:
  - Увертюра-каприччиозо (1965)
  - концерт «Мозаики» (1967)
  - балетная сюита «Любовь во все времена» (1968)
  - Маленькая школьная симфония (1974)
- Для двух скрипок и оркестра — Концерт (1976, 1980)
- Для виолончели и оркестра — Концерт (1970)
- Для фортепиано и струнного оркестра — Дивертисмент (1974)
- Для флейты, арфы и оркестра —Онежский концерт (1982)
- Для инструментального ансамбля — сюита «Каникулы» (1973)
- Для ансамбля русских народных инструментов — Стрелецкая сюита (1976)
- Для квинтета духовых инструментов — Олимпийские игры (1969)
- Для альта и фортепиано — Соната (1964);
- Для фортепиано:
  - Соната (1964)
  - Шесть прелюдий (1965)
  - Сонатина (1968)
  - Двенадцать прелюдий (1979)
  - Альбом для детей и юношества (1986)
- Для фортепиано в 4 руки — альбом «Школьный бал» (1981)
- Для солистов и фортепиано —циклы:
  - «О людях хороших» (слова К. Некрасовой, 1963),
  - «Четыре крика» (слова Ф. Грибакина, 1966),
  - «Три явления» (слова Константина Бальмонта, 1971)
  - «Про Петю, Васю, Витю» (слова С. Маршака, 1973)
  - «Ленинградские мотивы» (слова советских поэтов, 1975)
  - «Старые тополя» (слова. А. Исаакяна, 1980)
  - «Наяву и во сне» (слова О. Сулейменова, 1980)
  - «И вновь в душе — былое» (слова В. Сидорова, С. Есенина, Д. Кедрина, М. Дудина, 1981)
  - «Песни любви, расставаний и встреч» (слова советских поэтов, 1981)
  - «Зов судьбы» (слова Махтумкули, 1982)
  - «Три космических эскиза» (слова А. Плахова, 1982)
  - «Пять баллад о тревожной юности» (слова советских поэтов, 1984)
  - «Сны, розы, женщины» (слова Беллы Ахмадулиной, 1985)
  - «Где царствуют звуки» (слова Афанасия Фета, 1986)
- Для солистов и хора:
  - «Четыре эскиза» (слова С. Поделкова, 1975)
  - лирическая кантата «Голоса памяти» (слова Ан. Петрова, 1978)
  - «Четыре хора» (слова А. Шевелева, 1983)
- Для эстрадно-симфонического оркестра — сюиты:
  - «Олимпийская» (1978)
  - «Карнавал игрушек» (1978)
  - «Из русского музея» (1980)

Музыка к драматическим спектаклям и телепостановкам
- «Выход из случая» З. Журавлевой (1980)
- «Дело Артамоновых» М. Горького (1981)
- «Поющие пески» (по повести Б. Лавренева, 1982)
- «Убийце — Гонкуровская премия» П. Гамарры (1984)